# Timgrovea subtropica
Timgrovea subtropica är en svampart som först beskrevs av J.W. Cribb, och fick sitt nu gällande namn av Bougher & Castellano 1993. Timgrovea subtropica ingår i släktet Timgrovea, klassen Agaricomycetes, divisionen basidiesvampar och riket svampar.   Inga underarter finns listade i Catalogue of Life.